# 金鮗
金鮗為輻鰭魚綱鱸形目鱸亞目七夕魚科的其中一種，分布於印度西太平洋區，包括斯里蘭卡、泰國及印尼海域，棲息深度24-30公尺，體長可達7.6公分，棲息在珊瑚礁區，屬肉食性，雄魚有護卵的行為。

## 擴展閱讀
維基物種上的相關：金鮗